# Історія Домініканської Республіки
Домініканська Республіка займає дві третини східної частини острова Гаїті (Еспаньйола). Острів був заселений ще до прибуття європейців. Вважається, що у 600 р. н. е. індіанці таїно переселилися на острів і злилися з попередньою культурою. Хвилі переселень індіанців на острів тривали довгий час навіть під час колонізації Америки європейцями.

## Доколумбійський період
Американські індіанці населяли територію сучасної Домініканської республіки вже принаймні 5000 років до прибуття Христофора Колумба до Америки. Вважається що хвилі індіанської імміграції походили з двох напрямків: з півострова Юкатану чи Белізу та з регіону Амазонії Південної Америки. Поєднанням цих двох етнічних груп була створена нова народність — індіанці таїно. Саме вони були першими американцями, які зустріли Христофора Колумба під час його першої подорожі до Америки. Таїно були надзвичайно гостинними до іспанців і взагалі були дуже миролюбним народом. За оцінками істориків на момент прибуття іспанців їх кількість ймовірно нараховувала декілька мільйонів. На мові індіанців острів називався Кескейя, Гаїті та Боїо, однак іспанці назвали його Еспаньйола.

## Колоніальний період

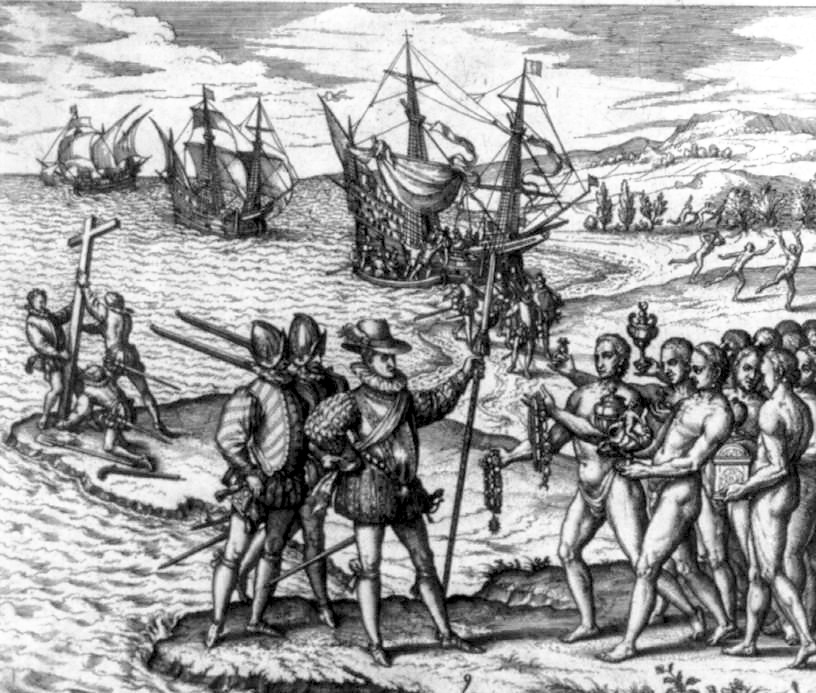
Христофор Колумб висаджується на о. Еспаньйола

Під час своєї першої подорожі в 1492 р. Христофор Колумб відкрив острів, який він назвав Еспаньйола. Після повернення в 1493 р. Колумб побачив, що залишений ним раніше гарнізон був знищений тубільцями. Створивши нове поселення Ла-Ісабела на схід від цього місця (поблизу нинішнього міста Пуерто-Плата), він залишив свого брата Дієго правити Еспаньйолою і продовжив подорож. У 1496 р. інший брат Колумба, Бартоломе, діючи за його вказівками, заснував на південному узбережжі острова місто Санто-Домінго, яке потім стало першим постійним європейським поселенням в Новому Світі. Протягом декількох десятиліть Санто-Домінго було столицею всіх іспанських володінь в Західній півкулі, але після підкорення Мексики і Перу о. Гаїті перестав представляти інтерес для Іспанії. У 18 ст. іспанці почали завозити африканських невільників для роботи на плантаціях острова.

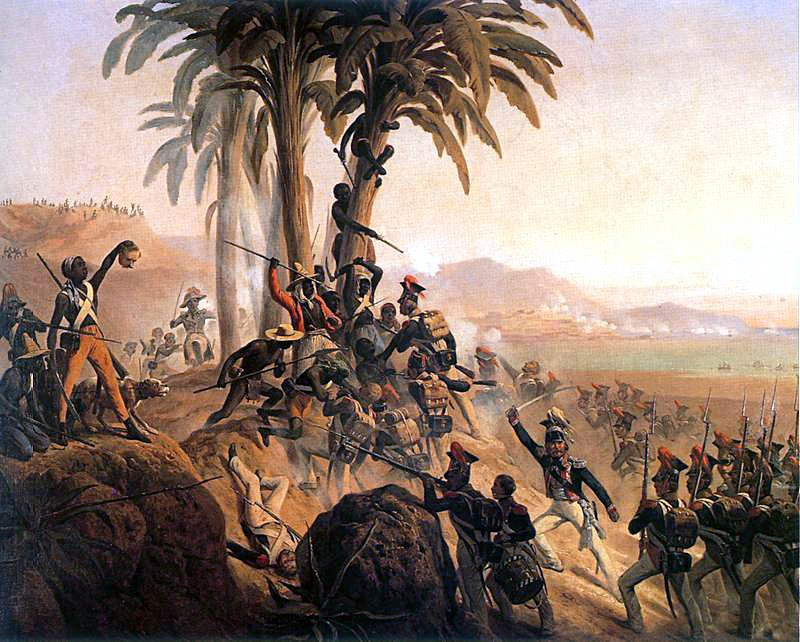

Хоча Іспанія претендувала на весь острів, вона не змогла запобігти французькому вторгненню в його західну частину. За Рісвікським мирним договором 1697 р., західна третина острова, Сан-Домінго (сучасна Гаїті), відійшла до Франції, а східна частина, Санто-Домінго, залишилася у володінні Іспанії. Проте в іспанській колонії економіка переживала економічний спад, тоді як французька колонія процвітала. Між ними постійно виникали суперечки з приводу демаркації кордону; частково ця проблема була вирішена шляхом укладання Аранхуеського договору 1777 р., але прикордонні інциденти не припинялися. Під час Великої Французької революції 1789 р. тут відбувалися військові дії, що продовжувалися до 1793 р., коли Франція вступила у війну з Іспанією і Англією. За Базельським мирним договором 1795 р., весь острів відійшов до Франції. Повстання рабів на Гаїті привело до скасування рабства в 1794 р., і повсталі незабаром захопили весь острів Гаїті. Білі іспанські колоністи (чисельністю майже в 40 тис. чоловік) покинули Санто-Домінго. У 1801 о. гаїтянський революціонер Туссен Лувертюр, що боровся за незалежність острова від Франції, захопив місто Санто-Домінго, проте був розбитий французькими військами. Хвороби і повстання креолів урешті-решт змусили французів покинути острів в 1803 р. Гаїті здобув незалежність в 1804 р., але в 1809 р. Іспанія за допомогою колоністів з Санто-Домінго і англійського флоту повернула собі східну частину острова.

## Проголошення республіки
Іспанське володіння Санто-Домінго було підтверджене Паризьким договором 1814 р. Санто-Домінго, однак повстав 30 листопада 1821 і проголосив незалежність. Відчуваючи власну слабкість, щоб встояти самотужки, молода республіка запропонувала Гаїті підписати договір про дружбу. У відповідь на це президент Гаїті Жан-П'єр Буайє надіслав свою армію; Санто-Домінго капітулював 9 лютого 1822, і наступні 22 роки країна жила під владою Гаїті. Врешті-решт домініканські патріоти під керівництвом Хуана Пабло Дуарте, Рамона Мейї і Франсіско Санчеса дель Росаріо повстали проти Гаїті, і 27 лютого 1844 р. була проголошена Домініканська Республіка. У листопаді 1844 була оприлюднена конституція, в основу якої була покладена конституція США, а генерал Педро Сантана був обраний президентом. Протягом подальших 30 років Сантана і Буенавентура Баес змінялися при владі, керуючи країною або на президентському посту, або через маріонеткових президентів. Конфлікт між ними загострював розкол в суспільстві.
Щоб зберегти за собою пост президента, Сантана 18 березня 1861 уклав договір про приєднання до Іспанії. на острів виладились іспанські загони. 16 серпня 1863 спалахнуло повстання, яке тривало до 1 травня 1865, коли іспанські війська покинули острів, і утретє в своїй історії країна оголосила про свою незалежність.
Держава фінансувала збройні сили за рахунок безперервних великих іноземних позик з виплатою високих комісійних винагород і відсотків. У 1869 р. Баес провів переговори про приєднання країни до США, убачаючи в цьому єдиний спосіб вирішення фінансових проблем, але договір, схвалений домініканським парламентом, був відхилений Сенатом США. Після декількох переворотів, що слідували за цими подіями, в 1882 р. генерал Улісес Еро проголосив себе президентом країни і залишався на цій посаді аж до 26 липня 1899, коли був убитий Рамоном Касересом, який згодом сам став президентом.

## 20 сторіччя
Революції та заколоти не припинялися, і до 1904 р. іноземні держави стали чинити сильний тиск на країну, щоб добитися виплати прострочених відсотків за позиками. У відповідь уряд Домініканської Республіки запропонував, як гарантію під заставу, грошові надходження від збору митних зборів головних портів, і 20 жовтня 1904 р. представник США перейняв на себе управління митницею в Пуерто-Платі. Коли інші країни спробували встановити такий же контроль, уряд Домініканської Республіки, за пропозицією президента Теодора Рузвельта, звернулося за допомогою до США. У лютому 1905 р. було підписано угоду, за якою США повинні були вести фінансові справи Домініканської Республіки, збирати митні збори і погашати її борги. Хоча Сенат США не ратифікував цю угоду, проте вона тимчасово була прийнята до виконання. Під контролем США сума грошових надходжень від митних зборів зросла, і Домініканська Республіка змогла погасити частину свого зовнішнього боргу. В 1906 році президентом був обраний, а в 1908 році переобраний Рамон Касерес.
Але стабілізація в країні тривала недовго. 19 липня 1911 року внаслідок чергової змови Касерес був вбитий і Домінікану охопила нова громадянська війна. За ініціативою командувача урядовими військами президентом став Еладіо Вікторія. Проте виступи населення продовжувалися, і в 1912 р. США спрямували в країну свою місію для наведення ладу. Завдяки переговорам політичні лідери і Національний конгрес услід за відставкою Вікторії призначили президентом архієпископа Адольфо Алехандро Ноуеля-і-Бобаділью. Проте і він не зміг впоратися із міжфракційними конфліктами і в 1913 р. пішов у відставку. У 1914 р. США представили «План Вільсона», бажаючи відновити мир і організувати стабільну конституційну владу, навіть якщо для цього знадобиться застосування сили. США заснували тимчасовий уряд, який стежив за президентськими виборами в жовтні 1914 р. На пост президента було обрано Хуана Ісидоро Хіменес.
Хіменес одразу ж отримав від Вільсона новий «пакет пропозицій». Який передбачав запровадження контролю США над державними витратами і громадськими роботами, розпуск армії та створення «національної гвардії» під командуванням американських офіцерів. Хіменес цей ультиматум відкинув, а парламент Домінікани навіть розпочав процедуру його імпічменту, підозрюючи президента в таємній змові з Вашингтоном (їм здавалося неймовірним, що американці навіть не попередили про можливі вимоги свого протеже). Та не чекаючи завершення цього процесу, військовий міністр Дезідеріо Аріас підняв антипрезидентське повстання. Хіменес вирішив за краще піти з посади.
В цей час в Домінікані вже з'явилася перші американські десантники. Парламент поспіхом обрав тимчасовим президентом лікаря Франсіско Енрікеса-і-Карвахаля. Проте з Вашингтона одразу попередили, що визнають його лише в тому випадку, якщо той «заради наведення порядку» погодиться на попередній ультиматум. Енрікес-і-Карвахаль відмовився. Тоді американці припинили перераховувати до скарбниці гроші від митних зборів. А в листопаді 1916 р. розпустили парламент і оголосили, що Домініканська Республіка перебуває під військовим управлінням США.
Капітан Гері С. Кнапп, командувач окупаційними військами, тимчасово припинив діяльність Національного конгресу, а потім прийняв на себе повноваження з керування державою. Американські окупаційні війська були виведені в 1924 р., після ухвалення нової конституції.

## Встановлення диктатури

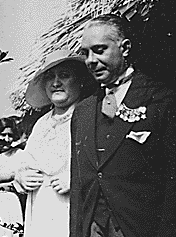
Диктатор Трухільйо

Генерал Орасіо Васкес, обраний президентом в 1924 р., ввів поправку в конституцію, яка дозволяла йому виставляти свою кандидатуру на виборах. Проте він був вимушений піти у відставку в лютому 1930, оскільки населення було незадоволене його наміром залишитися при владі. На президентських виборах, що відбулися через три місяці, перемогу отримав генерал Трухільйо Моліна Рафаель Леонідас, який залишався при владі аж до своєї загибелі в травні 1961 р. У 1938 р. президентом був обраний доктор Хасінто Бьєнвенідо Пейнадо, особистий лікар-дантист Трухільйо, а сам Трухільйо взяв на себе командування збройними силами. У 1940 р. Пейнадо помер, його наступником став Мануель де Хесус Тронкосо де ла Конча. У 1942 р. Трухільйо Моліна знову балотувався на пост президента, підтримавши створення двопартійної системи. У 1947 р. президент Трухильо Моліна проголосив нову конституцію, яка дозволяла президентові брати участь у виборах на новий термін. У 1952 р. його брат, Ектор Бьенвенідо Трухильо Моліна, став президентом, будучи єдиним кандидатом; він був переобраний в 1957 р. Ектор пішов у відставку в серпні 1960 р., і його наступником став Хоакин Балагер, що був до цього віце-президентом.
Режим Трухильо зберігав абсолютний контроль над пресою, радіо, телебаченням, освітою і економічним життям. Всяка опозиція усувалася. Услід за розслідуванням порушень прав людини в Домініканській Республіці Організація американських держав (ОАД) в червні 1960 р. офіційно визнала факти переслідування інакодумців режимом Трухільйо.
Диктатор навів лад у фінансах країни і в 1941 р. скасував контроль за фінансами з боку США; до 1947 р. він повністю розплатився із зовнішніми боргами. Після руйнівного урагану 1930 р. була наново відбудована столиця країни. У 1940-х — початку 1950-х років економіка країни процвітала. Великі ресурси були витрачені на будівництво доріг і зрошувальних систем, на поліпшення стану сільського господарства і створення промисловості, а також на охорону здоров'я і вищу освіту. Проте після 1955 р. режим Трухільйо зіткнувся з чималими труднощами як усередині країни, так і в міжнародних відносинах, почалася економічна криза, що посилилася через великі непередбачені витрати на озброєння і ембарго ОАД на експорт деяких товарів. Проявами кризи були економічний спад, зростання безробіття і дефіцит державного бюджету.
Після падіння режиму Батисти на Кубі в січні 1959 становище Трухільйо ставало дедалі хиткішим. Хоча він запобіг спробі нападу домініканських емігрантів з Куби в червні 1959, внутрішня незадоволеність і напружені відносини з сусідніми країнами наростали. Режим Трухільйо опинився замішаний в замаху на венесуельського президента Ромуло Бетанкура в червні 1960 р. Через це в серпні 1960 р. ОАД переконала всіх своїх членів розірвати дипломатичні відносини з Домініканською Республікою, а в січні 1961 р. оголосила ембарго на постачання в країну нафти, вантажних автомобілів і запасних частин.

## Відновлення демократичного ладу
30 травня 1961 Трухильо буво убитий. Новий президент Хоакін Балагер приступив до складного процесу демонтажу колишнього режиму. Були дозволені політичні партії, проголошена свобода преси і зборів.
У січні 1962 р. Балагер був повалений військовою хунтою. Була створена Державна рада, що спиралася на консервативний Національний цивільний союз. Однією з перших дій хунти стала конфіскація величезних володінь сім'ї Трухільйо. Хунта отримала підтримку від ОАД і США, були зняті економічні санкції, накладені ОАД; США приступили до здійснення програм допомоги країні. У грудні 1962 р. були проведені вибори, на яких Хуан Бош, кандидат, від лівоцентристської Домініканської революційної партії (ДРП) отримав перемогу над кандидатом від Національного цивільного союзу.
Бош, офіційно вступив в лютому 1963 р. на посаду президента, почав здійснювати програму, що передбачала прискорення економічного розвитку, проведення корінних соціальних реформ і надання населенню демократичних свобод. Незважаючи на деякі успіхи, уряд Боша був повалений військовими у вересні 1963 р. З вересня 1963 р. по квітень 1965 р. країною керував т. зв. цивільний тріумвірат за підтримки збройних сил. У квітні 1965 р. військовий заколот, що почався під приводом відновлення конституційного уряду Боша, повалив хунту. Після первинного успіху заколоту настав період наростаючого хаосу, коли представники збройних сил, що не бажали повернення Боша, виступили проти бунтівників. США висадили в Санто-домінго війська під приводом захисту американських громадян і інших іноземців. Пізніше президент Ліндон Джонсон виправдав інтервенцію, стверджуючи, що комуністичні елементи намагалися узяти під контроль рух бунтівників.
Через украй негативну реакцію на інтервенцію як в США, так і в Латинській Америці США запропонували, щоб ОАД створила міжамериканські збройні сили. У їх формуванні були задіяні військові підрозділи з Бразилії, Коста-Рики, Сальвадору, Гондурасу, Нікарагуа та США. Тим часом були проведені переговори про створення компромісного домініканського уряду, прийнятного для обох сторін. Угода була досягнута у вересні 1965, коли тимчасовим президентом був обраний Ектор Гарсія Годой.
Під контролем групи спостерігачів від ОАД Гарсія Годой провів вибори 1 червня 1966, на яких переміг колишній президент Хоакин Балагер, кандидат від партії Реформіста. Новий президент зіткнувся з такою ж складною ситуацією, як і під час його першого обрання в 1961 р. Стабільність була відновлена, а колишні бунтівники і лідери ДРП піддавалися переслідуванням. Бош знаходився за кордоном з 1966 по 1970 рр.; після повернення він сформував нову партію лівої орієнтації. Балагер підсилив свою владу, вигравши на виборах в 1970 і 1974 рр. Допомога США, інвестиції національного уряду і приватних зарубіжних інвесторів в економіку країни прискорили економічне зростання, але рівень безробіття як і раніше залишався високим, а зростання цін випереджало зростання заробітної плати.

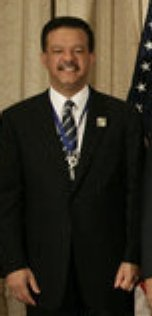
Леонель Фернандес

Президентські вибори 1978 р. виграв кандидат від ДРП Сильвестрі Антоніо Гусман Фернандес. Військове керівництво підготувало путч, але відмовилося від нього під тиском США, і Гусман Фернандес постарався звести до мінімуму можливість втручання армії в політику. Тим часом зовнішня заборгованість країни збільшилася через різке зростання цін на нафту, що імпортувалася, і поступового зниження цін на такі експортні товари, як цукор, каву, какао і мінеральну сировину. Неефективність і корупція адміністрації Гусмана привели до того, що в 1982 ДРП висунула як кандидата в президенти Сальвадора Хорхе Бланко. Потребуючи засобів для виплати відсотків за зовнішнім боргом, новий президент пішов на скорочення державних витрат, щоб отримати позики від МВФ. Скорочення субсидій, які стримували зростання цін на продукти і медикаменти, викликало безлади в країні в квітні 1984 р.
Кандидатами на президентських виборах в 1994 р. були Хоакин Балагер (РСХП), Хосе Франсіско Пенья Гомес (ДРП) і Хуан Бош (ДПО). Через плутанину зі списком виборців ДРП звинуватила РСХП і центральну виборчу комісію в підтасовуваннях. 10 серпня три решта політичних партій підписала пакт «За демократію», який закликав до проведення виборів в раніші терміни. Врешті-решт Леонель Фернандес (ДПО) з невеликою перевагою в 1,5 % голосів переміг Хосе Франсіско Пенья Гомеса (ДРП). Леонель Фернандес Рейну зайняв пост президента і висунув програму боротьби з корупцією, убогістю і безробіттям. Він виграв і на наступних виборах в 1996 р., отримавши більшість голосів (51,2 %). У травні 1998 р. відбулися вибори в Національний конгрес, які вперше проходили окремо від президентських виборів. ДРП отримала 24 з 30 місць в Сенаті і 83 з 149 місць в Палаті депутатів.
У 2000 р. Іполіто Мехія від ДРП був обраний президентом країни, але в країні зростало невдоволення високою інфляцією і нестабільністю грошової одиниці — песо. В травні 2004 р. він отримав поразку від Леонеля Фернандеса. На посаді президента Фернандес запровадив систему економічних реформ щоб зупинити інфляцію і врятувати песо. З часом завдяки реформам до країни повернулася стабільність і почалося зростання економіки.